# Machón

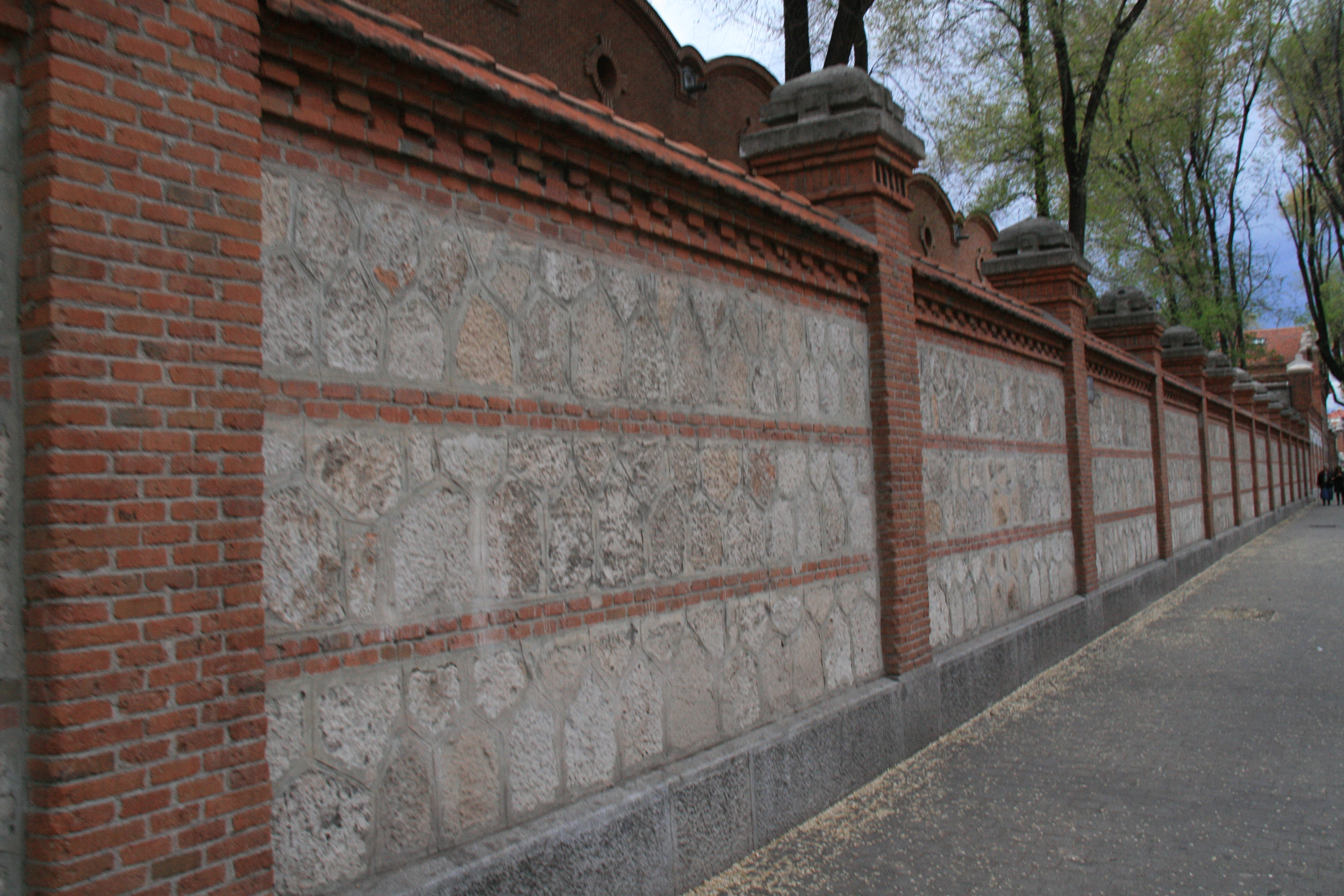
Machones de mayor y menor de ladrillo en el muro perimetral del Matadero Madrid

Se llama machón al pilar de piedra, de sillería o de ladrillo que se labra a trechos en las paredes de mampostería para fortificarlas. 

## Tipología
Se distinguen los siguientes tipos de machón:
- Machón de mayor y menor. Se llama así al machón de ladrillo que hay en las tapias de cajones o historias que tiene trozos anchos y angostos alternativamente.
- Machón de medianería. Se llama machón de medianería al encabezado de sillería que forma la cabeza de una pared de medianería y se enlaza con las paredes de fachada de dos casas inmediatas.
- Machón divisorio. El que forma la cabeza de una pared de medianería y recibe los umbrales, dinteles, etc. de dos baños de casas inmediatas.